# 216624 Kaufer
216624 Kaufer è un asteroide della fascia principale. Scoperto nel 2002, presenta un'orbita caratterizzata da un semiasse maggiore pari a 2,5193319 UA e da un'eccentricità di 0,1105832, inclinata di 8,40280° rispetto all'eclittica.